# 大衛·希斯
大衛希斯（英語：David Hayes，全名：大衛·安德魯·希斯、David Andrew Hayes，1962年10月22日—），澳洲出生，是香港賽馬會所屬練馬師。曾兩度成為香港冠軍練馬師（1997/1998及1998/1999年度馬季）；八度榮膺墨爾本及九度榮膺阿德雷得冠軍練馬師，獲列入澳洲賽馬名人堂的最年輕練馬師（2008年）；歷來唯一勝出日本盃的澳洲練馬師（1990年「請放鬆」）；首位於單一賽季取得三百場頭馬的澳洲練馬師（1994年）。
他是香港賽馬歷史上首位獲得二度發牌的外籍練馬師，亦是曾經兩次執掌靈犀賽馬（Lindsay Racing）的練馬師。

## 經歷

### 接手父親哥連希斯
1989年覺士盾賽日晚上，父親哥連希斯宣佈退休。1990年8月1日，大衛希斯正式接手馬房工作。並於1990年11月維多利亞打吡賽馬日創下一天六捷佳績。

### 來港發展接受挑戰
1990年12月，大衛希斯首次派馬遠征香港，派出「貧脊」角逐1990年香港邀請盃。
1993年4月，派遣賽駒「法眼」出戰香港國際盃，獲得亞軍。1995年，大衛希斯首次在香港擔任練馬師，澳洲馬房工作交由哥哥彼德希斯接手。9月10日憑金仕芬策騎的「讚揚」取得在港從練生涯的首場頭馬。1997-1998年度馬季，大衛希斯以62場頭馬首次勝出香港冠軍練馬師，翌季（1998-1999年度馬季）亦以46場頭馬成功衛冕冠軍練馬師。

### 離港返澳洲
1999年，父親哥連希斯離世，而哥哥彼德希斯亦於2001年因墜機突然逝世，對於父親和哥哥相繼離世，家族的靈犀牧場（Lindsay Park）無人掌舵，2005年大衛希斯正式重返澳洲接管牧場，從事育馬及練馬行業。在港餘下馬匹大部份由副練李易達接手。
2012年，大衛希斯決定將靈犀牧場出售，專注於賽馬。原址已興建渡假酒店以及另一個小規模育馬牧場。
大衛希斯亦曾替已故英女皇伊利沙伯二世訓練其在澳洲的馬匹，並應邀出席2022年9月19日於倫敦舉行的英女皇喪禮。
其後兒子比安希斯以及外甥戴寶力亦獲得了練馬師牌照，他們兩人先後與大衛希斯成為了聯名練馬師組合，後來，比安希斯亦與兄弟詹希斯、威希斯組成聯合練馬師。

### 再度成冠軍練馬師
2019年，因韋爾和違規用電刺激馬匹，維省賽馬會頒令韋爾和停賽。縱使韋爾和的練馬師成績遙遙領先，但是被禁止成為維省冠軍練馬師。大衛希斯練馬師組合得以補上成為冠軍。
2019-2020年馬季，大衛希斯練馬師組合以九場之差領先馬漢雅及游達榮，蟬聯維省城市練馬師冠軍。只是7月11日以後的成績，重新由戴寶力及比安希斯練馬師組合計算。

### 重返香港
2019年9月，因應約翰摩亞於2020年退休，大衛希斯獲得香港賽馬會牌照委員會重新發牌。
雖然受到冠狀病毒病疫情影響，包括澳洲在內的非香港公民無法進入香港，但由於大衛希斯已曾居港十年並獲得香港永久居留權，故可入境香港打理事務。除了接收香港馬王「美麗傳承」等約翰摩亞的散倉馬，他亦從法國買入了法國打吡大賽亞軍「皇者峰範」（原譯「登頂峰」）。以及從澳洲引進包裝系名下的「包裝太保」以及澳洲春季冠軍錦標冠軍「包裝永勝」（原譯「影子英雄」）。
2020年9月6日，大衛希斯憑楊明綸策騎的「友盈有款」取得重返香港的首場頭馬。同日，他憑潘頓策騎的約翰摩亞舊部「精彩勇士」再下一城，回港首天便起孖而回。
2020-2021年馬季，大衛希斯季初成績不算突出，但在季中開始憑著三歲自購新馬「佳運財」取下季內五捷佳績。「佳運財」在該季冠軍人馬獎奪得最佳新馬獎殊榮。
2021年10月1日，大衛希斯憑「緊張大師」取得在港從練的第500場頭馬。其後他憑「聚才」勝出國際三級賽國慶盃，取得他重返香港從練的首場級際賽頭馬。
2023-2024馬季，是大衛希斯重返香港練馬師生涯當中，成績最佳的一季，2024年5月5日，他憑「寶麗生輝」取得在港從練的第600場頭馬，最後以47場頭馬完成賽季。

## 主要從練勝利
- 「早安」（墨爾本盃1994、女皇伊利沙伯錦標1995）
- 「模範駒」（女皇伊利沙伯錦標2015）
- 「芬蘭小姐」（金拖鞋大賽2006）
- 「請放鬆」（日本盃1990、覺士盾1990、澳洲盃1991）
- 「利可來」（澳洲盃2009）
- 「洪水溢流」（澳洲盃2015）
- 「哈霖」（澳洲盃2018、澳洲盃2019）
- 「法眼」（菲爾德盃1993）
- 「利確來」（閃電錦標2010）
- 「精彩鬥士」（新市場讓賽（英语：Newmarket Handicap）2017、2018、閃電錦標（英语：Black Caviar Lightning）2018）

 香港
- 「更歡笑」（香港短途錦標2002）
- 「勝威旺」（香港打吡大賽2003）
- 「佳運財」（2020-2021年馬季最佳新馬）
- 「肥仔叻叻」（香港特區行政長官盃2021）
- 「聚才」（國慶盃2021、2022）
- 「嘉應高昇」（香港短途錦標2024、百週年紀念短途盃2025、女皇銀禧紀念盃2025、主席短途獎2025、精英碗2024、馬會短途錦標2024、短途錦標（2025）、沙田銀瓶2024、香港特區行政長官盃2024）
- 「球星」（香港經典盃2025）

## 隸屬見習騎師
香港
- 高俊浩（已故）
- 黃志雄（已掛靴）
- 鄭雨滇（已升格為自由身騎師，後轉往英國策騎）

- 史卓豐
- 貝力斯
- 麥偉利

## 香港從練成績
| 年度      | 冠 | 亞 | 季 | 殿 | 第五 | 出馬總數 | 所贏獎金（港元） | 練馬師榜排名   | 備注         |
| --------- | -- | -- | -- | -- | ---- | -------- | ---------------- | -------------- | ------------ |
| 1995-1996 | 34 | 25 | 29 | 27 | 33   | 357      | $                | 4 / 26         | 開倉首季     |
| 1996-1997 | 51 | 70 | 38 | 46 | 47   | 478      | $                | 2 / 26         | 第2季        |
| 1997-1998 | 62 | 45 | 49 | 37 | 42   | 500      | $                | 1 / 23（冠軍） | 第3季        |
| 1998-1999 | 46 | 46 | 42 | 41 | 33   | 471      | $                | 1 / 23（冠軍） | 第4季        |
| 1999-2000 | 44 | 39 | 44 | 40 | 38   | 452      | $                | 4 / 25         | 第5季        |
| 2000-2001 | 44 | 36 | 27 | 46 | 37   | 512      | $                | 2 / 25         | 第6季        |
| 2001-2002 | 41 | 47 | 43 | 50 | 44   | 522      | $52,852,075      | 5 / 24         | 第7季        |
| 2002-2003 | 53 | 44 | 39 | 42 | 38   | 521      | $69,762,000      | 3 / 25         | 第8季        |
| 2003-2004 | 55 | 49 | 43 | 45 | 55   | 550      | $59,054,450      | 3 / 25         | 第9季        |
| 2004-2005 | 29 | 46 | 48 | 41 | 31   | 508      | $36,018,875      | 8 / 25         | 第10季       |
| 2020-2021 | 32 | 24 | 21 | 39 | 33   | 422      | $37,961,250      | 14 / 22        | 第11季(重臨) |
| 2021-2022 | 36 | 48 | 54 | 32 | 43   | 516      | $59,975,990      | 10 / 22        | 第12季       |
| 2022-2023 | 34 | 40 | 57 | 56 | 60   | 551      | $58,522,560      | 13 / 22        | 第13季       |
| 2023-2024 | 47 | 58 | 47 | 38 | 42   | 514      | $77,755,775      | 8 / 21         | 第14季       |
| 2024-2025 | 61 | 59 | 58 | 64 | 37   | 657      | $144,151,155     | 2 / 22         | 第15季       |

## 家族
父親哥連希斯是澳洲殿堂練馬師，當哥連希斯退休後，大衛希斯接管馬房工作。大衛希斯有三名兒子。分別是練馬師比安希斯、練馬師詹希斯以及職業澳式足球運動員韋爾希斯。此外還有外甥戴寶力也是練馬師。比安希斯及戴寶力先後與大衛希斯成為聯名練馬師組合。2019年7月由兩人接管靈犀馬房的工作。及後戴寶力2021年獨立，原大衛希斯在澳洲馬房是由比安希斯以及詹希斯組合打理。

## 榮譽
- 香港冠軍練馬師（1997-1998年度、1998-1999年度）
- 澳洲維多利亞省城市冠軍練馬師（1990-1991年至1994-1995年、2006-2007年、2007-2008年、2018-2019年、2019-2020年）
- 入選澳洲賽馬殿堂（2008年）